# دریای سلتی

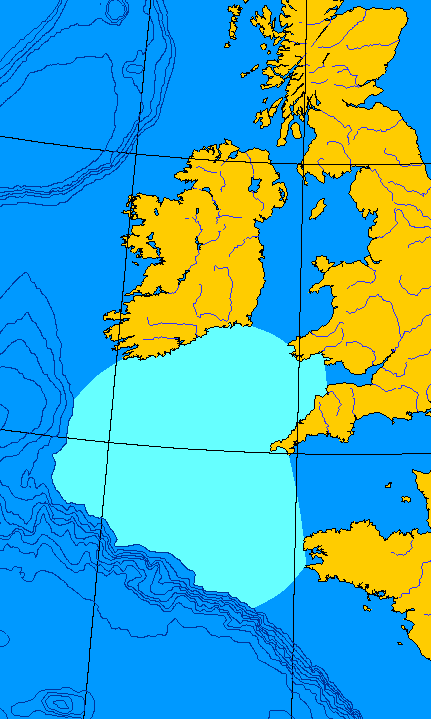
دریای سلتی

دریای سِلتی (به انگلیسی: Celtic Sea) بخشی از اقیانوس اطلس است که در جنوب ساحل ایرلند واقع شده و از شمال به کانال سنت جورج محدود می‌شود. دیگر محدوده‌های آن شامل کانال بریستول، کانال مانش و خلیج بیسکی و همچنین بخش‌های مجاور ولز، کورن‌وال و بروتانی است. مرزهای جنوبی و غربی این دریا توسط فلات قاره مشخص شده‌اند که به‌طور ناگهانی به عمق می‌روند. مجمع‌الجزایر سیلی، مجموعه‌ای از جزایر کوچک، در این دریا هستند.

## پیشینه نام
دریای سلتی نام خود را از میراث سلتی سرزمین‌های شمالی و شرقی که این دریا را احاطه کرده‌اند، گرفته‌است. این نام اولین بار توسط ارنست ویلیام لیونز هولت در یک جلسه در سال ۱۹۲۱ در دوبلین با حضور متخصصان شیلات از بریتانیای کبیر، فرانسه و جمهوری ایرلند پیشنهاد شد. بخش شمالی این دریا به عنوان بخشی از کانال سنت جورج و بخش جنوبی به عنوان بخش نامشخصی از گذرگاه‌های جنوب غربی به بریتانیای کبیر در نظر گرفته می‌شد. تمایل به یک نام مشترک به دلیل زیست‌شناسی دریا، زمین‌شناسی و آب‌شناسی مشترک این منطقه احساس شد. این نام پیش از اینکه در کشورهای انگلیسی‌زبان رایج شود، در فرانسه به کار گرفته شد. در سال ۱۹۵۷ ادوارد لو دانوا نوشت: «نام دریای سلتی حتی برای اقیانوس‌شناسان هم به سختی شناخته شده‌است.» این نام توسط زیست‌شناسان دریایی و اقیانوس‌شناسان و بعدها توسط شرکت‌های اکتشاف نفت به کار گرفته شد. در یک اطلس بریتانیایی در سال ۱۹۶۳ نیز همین نام آمده است.

## بستر

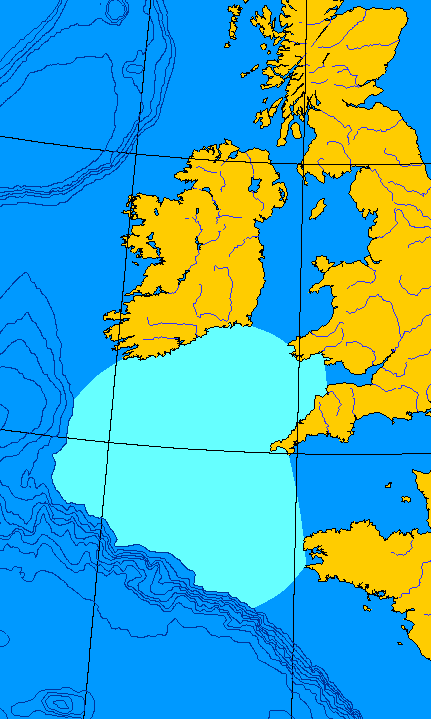
نقشه دریای سلتی که کرانه‌های ملت‌های سلتی ایرلند، ولز، کورن‌وال و بروتانی را به هم پیوند می‌دهد.

بستر دریا در زیر دریای سلتی، "فلات سلتی" نامیده می‌شود که بخشی از فلات قاره اروپا است. بخش شمال شرقی آن عمقی بین ۹۰ تا ۱۰۰ متر دارد که به سمت کانال سنت جورج افزایش می‌یابد. در جهت مخالف، تپه‌های شنی به سمت جنوب غربی با همین ارتفاع قرار دارند که توسط دره‌هایی با عمق تقریبی ۵۰ متر از هم جدا شده‌اند. این تپه‌ها در اثر جزر و مدی که سطح دریا پایین‌تر بود ایجاد شده‌اند. در جنوب مدار ۵۰ درجه شمالی، شکل بستر نامنظم‌تر می‌شود.
اکتشاف نفت و گاز در دریای سلتی موفقیت تجاری محدودی داشته‌است. میدان گازی «کینسِیل هد» تامین‌کننده بخش قابل توجهی از گاز جمهوری ایرلند در دهه‌های ۱۹۸۰ و ۱۹۹۰ بود. عمق آب برای توربین بادی ثابت بسیار زیاد است. این منطقه پتانسیل ۵۰ گیگاوات توربین بادی شناور را دارد و شرکت توتال‌انرژیز پروژه‌ای با ظرفیت تقریباً ۱۰۰ مگاوات در دست برنامه‌ریزی دارد.

## بوم‌شناسی
دریای سلتی منطقه‌ای غنی برای شیلات با مجموع صید سالانه حدود ۱٫۸ میلیون تن (طبق آمار تا سال ۲۰۰۷) است.
چهار گونه از آب‌بازسانان اغلب در این منطقه وجود دارند: نهنگ بزرگ‌باله کوچک، دلفین‌های بینی‌بطری، دلفین معمولی نوک‌کوتاه و گرازماهی بندری. پیش از این، دریای سلتی تعداد بسیار فراوانی پستاندار دریایی داشت.

## مرزها

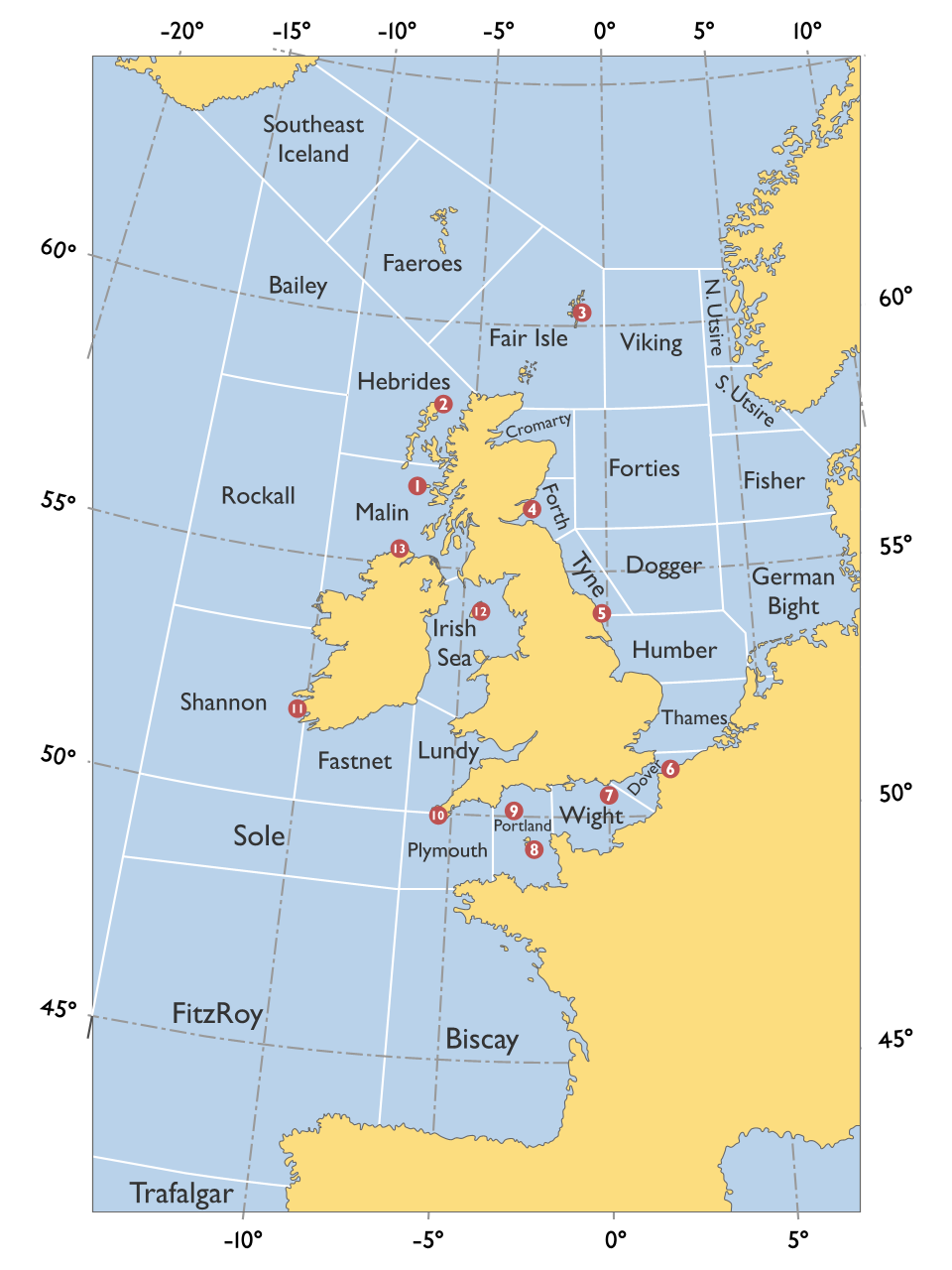
نقشه مناطق دریایی اشاره شده در پیش‌بینی کشتیرانی؛ لوندی در دریای سلتی است.

در جنوب و غرب، هیچ عارضه طبیعی بین دریای سلتی و اقیانوس اطلس وجود ندارد. برای این محدوده‌ها، هولت یک خط تراز دریایی با عمق ۲۰۰ فاتوم (تقریباً ۳۶۰ متر) و جزیره یوشانت در کنار نوک بریتانی را پیشنهاد داده بود.
تعریف تأیید شده توسط آبنگار نیروی دریایی بریتانیا در سال ۱۹۷۴ برای استفاده در نقشه‌های دریاسالاری این بود: «مرزها عموماً با خطوطی است که یوشانت، لندز اند، هارتلند پوینت، لندی آیلند، سنت گوانز هد و راسلر هاربر را به هم وصل می‌کند. از این مرز باید خط ساحلی ایرلند را تا میزن‌هد در جنوب دنبال کرد و سپس در امتداد ژرفاسنجی ۲۰۰ متری ادامه داد تا تقریبا به عرض جغرافیایی یوشانت رسید.»
همچنین سازمان آب‌نگاری بین‌المللی مرزهای دریای سلتی را به صورت زیر تعریف می‌کند:
> در شمال مرز جنوبی دریای ایرلند خطی که سنت دیویدز هد را به کارنزور پوینت وصل می‌کند، ساحل جنوبی ایرلند، سپس از میزن‌هد خطی کشیده شده تا موقعیت ۵۱°۰′ شمالی ۱۱°۳۰′ غربی / ۵۱٫۰۰۰°شمالی ۱۱٫۵۰۰°غربی
> در غرب و جنوب خطی از موقعیت ۵۱°۰′ شمالی ۱۱°۳۰′ غربی / ۵۱٫۰۰۰°شمالی ۱۱٫۵۰۰°غربی به سمت جنوب تا مدار ۴۹ درجه شمالی، سپس تا عرض ۴۶ درجه و ۳۰ دقیقه شمالی در محدوده غربی خلیج بیسکی خطی که کیپ اورتگال را به پنمارش پوینت وصل می‌کند، از آنجا در امتداد همان خط تا پنمارش پوینت.
> در شرق محدوده غربی کانال مانش خطی که ایل ویرژ را به لندز اند وصل می‌کند و محدوده غربی کانال بریستول خطی که هارتلند پوینت را به سنت گوانز هد متصل می‌کند.